# 樋越神明宮の春鍬祭
樋越神明宮の春鍬祭（ひごししんめいぐうのはるくわまつり）は、群馬県佐波郡玉村町樋越に伝わる伝統行事。
毎年2月11日に玉村町樋越にある樋越神明宮で行われる、その年の豊作を予祝して行う田遊びの神事である。神明宮の氏子の、原、森下、上樋越、中樋越上、中樋越下、下藤川の6つの地区から、禰宜、作頭、鍬持などの諸役が出て、祭典が行われた後、拝殿の前に竹を4本立てて注連縄を張った祭場を作り、その地を田に見立て、鍬に見立てた榊や樫の枝に餅をつけたものを持って行われる。稲作の作業過程が模擬的に演じられ、その年の豊作や無病息災が祈願される。
農業に従事してきた人びとの伝統的な観念や稲作習俗がうかがえる典型的な予祝行事であるが、東日本には類例の少ない行事であるとともに、「くろぬり」の所作だけが独自の展開をしており、独自の祭祀組織も見られるなど地域的な特徴もあり、貴重な文化遺産である。
2002年（平成14年）2月12日に重要無形民俗文化財に指定された。